# Karl Röckinger
Karl Röckinger (* 6. Januar 1950 in Mühlacker) war Landrat des Enzkreises.

## Ausbildung und Beruf
Nach der Staatsprüfung für den gehobenen nichttechnischen Verwaltungsdienst im Jahr 1971 arbeitete Röckinger bis 1972 in der Stadtkämmerei Mühlacker. Nach dem Studium der Rechtswissenschaften an der Ruprecht-Karls-Universität Heidelberg von 1972 bis 1976 und der Referendarzeit von 1976 bis 1978 am Landgericht Karlsruhe war er ab 1979 für das Land Baden-Württemberg als Dezernent beim Landratsamt Enzkreis tätig. Ab 1985 war er kommunaler Dezernent für Soziales, Jugend und Verkehr im Landratsamt Enzkreis.

## Politische Karriere
Röckinger war seit dem 1. Juli 2003 parteiloser Landrat. Am 17. Mai 2011 wurde er mit 47 von 53 Stimmen vom Kreistag wiedergewählt. Seine Amtszeit endete am 31. Januar 2018.

## Sonstige Tätigkeiten
Röckinger ist ehrenamtlicher Vorsitzender des Kommunalverband für Jugend und Soziales Baden-Württemberg, Vizepräsident des Landkreistages Baden-Württemberg, Vorsitzender des Aufsichtsrates der Enzkreis-Kliniken gGmbH, stellvertretender Vorsitzender der Regionalen Klinik Holding GmbH, im Wechsel Vorsitzender Verwaltungsrat Sparkasse Pforzheim Calw, im Wechsel Vorsitzender Aufsichtsrat Verkehrsverbund Pforzheim-Enzkreis und Vorsitzender des Aufsichtsrates der Gemeinnützige Service- und Integrationsgesellschaft Enzkreis mbH (GSI). Außerdem ist er Mitglied im Verbandsvorstand des Sparkassenverbandes Baden-Württemberg, Mitglied im Kuratorium der Jugendstiftung Baden-Württemberg, stv. Vorsitzender Aufsichtsrat Wohlfahrtswerk für Baden-Württemberg, Aufsichtsrat der Schwarzwald Tourismus GmbH und Aufsichtsrat der Baugenossenschaft Arlinger e.G. Röckinger engagiert sich seit langem ehrenamtlich im Verein miteinanderleben e.V. Er ist Vater von fünf Söhnen und einer Tochter.

## Auszeichnungen
2010 wurde Karl Röckinger mit dem Bundesverdienstkreuz am Bande ausgezeichnet.